# Amt Alsfeld
Das Amt Alsfeld (auch: Oberamt Alsfeld) war ein Amt der Landgrafschaft und zuletzt des Großherzogtums Hessen.

## Funktion
In Mittelalter und Früher Neuzeit waren Ämter eine Ebene zwischen den Gemeinden und der Landesherrschaft. Die Funktionen von Verwaltung und Rechtsprechung waren hier nicht getrennt. Dem Amt stand ein Amtmann vor, der von der Landesherrschaft eingesetzt wurde. 

## Geschichte
Das Amt Alsfeld gehörte zum Altbestand der Landgrafschaft Hessen. Nach den hessischen Landesteilungen des 16. und 17. Jahrhunderts gelangte es 1648 mit dem Westfälischen Frieden endgültig zur Landgrafschaft Hessen-Darmstadt, die dann 1806 zum Großherzogtum Hessen wurde. Hier lag das Amt in der Provinz Oberhessen.
Ab 1820 kam es im Großherzogtum zu Verwaltungsreformen. 1820 wurde das Amt Grebenau aufgelöst und dem Amt Alsfeld zugeschlagen. Aber schon ein Jahr darauf, 1821, wurden mit einer weiteren Reform auch auf unterer Ebene Justiz und Verwaltung getrennt und die Ämter alle aufgelöst. Für die bisher in den Ämtern wahrgenommenen Verwaltungsaufgaben wurden Landratsbezirke geschaffen, für die erstinstanzliche Rechtsprechung Landgerichte. Die Verwaltungsaufgaben des ehemaligen Amtes Alsfeld wurden auf den Landratsbezirk Romrod und die Rechtsprechung dem Landgericht Alsfeld übertragen.

## Bestandteile
Am Ende des Alten Reiches gehörten nachfolgend aufgeführte Gemeinden zum Amt Alsfeld:
- Afterode (Hof)[4][Anm. 1]
- Alsfeld[5]
- Altenburg[6]
- Angenrod
- Arnshain
- Bernsburg
- Billertshausen
- Brauerschwend
- Dameshof
- Dotzelrod[7]
- Eifa[8]
- Elbenrod[9]
- Erbenhausen
- Eudorf[10]
- Fischbach[11]
- Gethürms[Anm. 2]
- Gleimenhain
- Greifenhain[12]
- Hattendorf[Anm. 3]
- Heidelbach[13]
- Heimertshausen
- Höllhof[14]
- Holzburg[Anm. 4]
- Hopfgarten
- Kirtorf
- Lehrbach
- Leusel
- Liederbach
- Münch-Leusel[15]
- Nieder-Breidenbach
- Ober-Breidenbach
- Ober-Gleen
- Ober-Sorg
- Reinrod
- Reipertenrod[16]
- Renzendorf
- Retschenhausen (Hof)
- Romrod
- Schwabenrod[17]
- Schwarz
- Storndorf
- Strebendorf
- Unter-Sorg
- Vadenrod
- Wahlen
- Zell

## Recht
Im Amt Alsfeld galt das Gemeine Recht. Es behielt seine Geltung im gesamten 19. Jahrhundert und wurde erst zum 1. Januar 1900 von dem einheitlich im ganzen Deutschen Reich geltenden Bürgerlichen Gesetzbuch abgelöst.

## Amtmänner
- Georg Hallwachs ([1785]–1797)[19]
- Johann Konrad Hallwachs (ca. 1760/1765)[20]
- Friedrich Ludwig Klingelhöffer[21]
- Johann Christoph Rotenberger[22]
- Heinrich Wilhelm Langsdorff (1744)[23]
- Ludwig Reinhard Langsdorff[24]
- Ernst Christoph Seydel[25]
- Hans Berghoffer[26]
- Georg Friedrich Anton Müller[27]